# Ochroplutodes
Ochroplutodes là một chi bướm đêm thuộc họ Geometridae.